# رایت اسکواد (کشتی حرفه‌ای)
د رایِت اسکواَد (به انگلیسی: The Riott Squad) یک تیم استیبل هیل در در کمپانی دبلیودبلیوئی بودند و اعضای آن متشکل از روبی رایِت، سارا لوگن و لیو مورگان بودند.